# Liste der Burggrafen von Prag
Die Liste der Burggrafen von Prag  ist eine unvollständige Liste der Obersten Burggrafen des Königreichs Böhmen (Nejvyšší purkrabí Království českého), die den König in dessen Abwesenheit vertraten und die Regierungsgeschäfte übernahmen. Amtssitz war der Burggrafenpalast auf der Prager Burg.  Dieses Amt, das sich aus dem früheren Amt des Kastellans der Prager Burg entwickelte, konnten nur Mitglieder der bedeutendsten Familien aus dem böhmischen Herrenstand bekleiden.

## Liste (unvollständig)

### Bis 1748
| nachweisbare Burggrafen                         | von                       | bis      | Lebensdaten                         | Anmerkungen                                            |
| ----------------------------------------------- | ------------------------- | -------- | ----------------------------------- | ------------------------------------------------------ |
| Jercho (Jeros) von Waldenburg                   | 1261                      | 1263     |                                     | urkundlich 1261 bis 1300                               |
| Hroznata z Užic                                 | Ende des 13. Jahrhunderts |          |                                     |                                                        |
| Hynek Berka von Dubá                            |                           |          | † 1306                              | errichtete den Hradschin (tschechisch Hradčany)        |
| Heinrich                                        |                           |          | † 1309                              | Ronow (Adelsgeschlecht), Vorfahre der Herren von Dauba |
| Ulrich von Lichtenburg                          | 1313                      | 1314     | † 1314                              |                                                        |
| Hynek Berka von Duba                            | 1319                      | 1348     | 1297–1348                           |                                                        |
| Hynek Berka von Duba und Nachod                 | 1348                      | 1351     | † 1361                              |                                                        |
| Wilhelm von Landstein                           | 1351                      | 1356     | † 1356                              |                                                        |
| Johann von Wartenberg (auf Wessel)              | 1356                      | 1378 (?) | †1396                               |                                                        |
| Benesch von Wartenberg und Wesele               | 1364                      | 1380     | †1385                               |                                                        |
| Otto der Ältere von Bergow                      | 1388                      | 1394     | * um 1356; † um 1414                |                                                        |
| Heinrich III. von Rosenberg                     | 1396                      | 1398     | * 1361; † 28. Juli 1412             |                                                        |
| Heinrich III. von Rosenberg                     | 1400                      | 1404     | * 1361; † 28. Juli 1412             |                                                        |
| Johann Kruschina von Lichtenburg                | 1403                      | 1407     | † 1407                              |                                                        |
| Latzek/Lacek (I.) von Krawarn auf Helfenstein   | 1408                      | 1411     | 1348–1416                           | Unterstützer von Jan Hus                               |
| Johann von Neuhaus                              | 1413                      |          | †                                   |                                                        |
| Vinzenz von Wartenberg                          | 1414                      | 1425     | † 1425                              |                                                        |
| Udalrich von Rosenberg                          | 1431                      | 1437     | †                                   |                                                        |
| Meinhard von Neuhaus                            | 1437                      | 1448     | † 1449                              |                                                        |
| Vincenz von Sternberg                           | 1448                      | 1467     | * 1410; † 4. Dezember 1476          | Herr auf Konopischt                                    |
| Vincenz Kostka von Postupitz                    | 1467                      | 1468     | †                                   |                                                        |
| Johann Janek von Janowitz                       | 1470                      |          | † 1503                              | Herr auf Petersburg                                    |
| Heinrich IV. von Neuhaus                        | 1503                      | 1507     | * 13. April 1442; † 17. Januar 1507 |                                                        |
| Zdeniek Lev von Rosental                        | 1507                      | 1523     | * um 1470; † 14. Juli 1535          | Herr auf Blatná                                        |
| Johann von Wartenberg                           | 1523                      | 1525     | †                                   | Herr auf Zwitetit                                      |
| Zdeniek Lev von Rosental                        | 1525                      | 1528     | * um 1470; † 14. Juli 1535          | Herr auf Blatná                                        |
| Johann von Wartenberg                           | 1528(1537?)               | 1542     | * 1480; † 2. Oktober 1543           | Herr auf Zwirzesticz                                   |
| Wolf Kragič von Kragi                           | 1542                      | 1554     | † 1554                              | Herr auf Neubistritz                                   |
| Johann Popel von Lobkowicz                      | 1554                      | 1570     | † 1570                              | Herr auf Bischofteinitz                                |
| Wilhelm von Rosenberg                           | 1570                      | 1592     | * 10. März 1535; † 1592             | Herr auf Krumau                                        |
| Adam II. von Neuhaus                            | 1593                      | 1596     | † 1596                              |                                                        |
| Adam von Sternberg                              | 1608                      | 1619     | † 1623                              | Herr auf Bechyne                                       |
| Gottlob Berka von Duba                          | 1619                      | 1620     | †                                   | Herr auf Béla und Hühnerwasser                         |
| Adam von Sternberg                              | 1620                      | 1623     | †                                   |                                                        |
| Adam von Waldstein                              | 1627                      | 1638     | †                                   |                                                        |
| Graf Jaroslav Borsita von Martinic              | 1638                      | 1649     | † 1649                              |                                                        |
| Ulrich Franz Freiherr von Kolowrat-Liebsteinsky | 1649                      | 1650     | †                                   |                                                        |
| Graf Bernhard Ignaz von Martinitz               | 1651                      | 1685     | † 1685                              |                                                        |
| Graf Adolph Wratislaw von Sternberg             | 1685                      | 1703     | † 1703                              |                                                        |
| Graf Hermann Jakob Czernin von Chudenitz        | 1704                      | 1710     | † 1710                              |                                                        |
| Graf Johann Joseph von Wrtby                    | 1712                      | 1734     | † 1734                              |                                                        |
| Graf Johann Ernst Anton von Schaffgotsch        | 1734                      | 1747     | † 1747                              |                                                        |
| Graf Philipp von Kolowrat-Krakowsky             | 1748                      |          | †                                   |                                                        |

### 1748 bis 1763
Nach 1748 wurde das Amt des Oberstburggrafen und des Statthalters getrennt. Zusätzlich übernahm der Präsident der neugeschaffenen k.k. Deputation Aufgaben. Als Präsident wurde 1748 Wenzel Kasimir Netolitzky von Eisenberg  benannt. Im Jahre 1749 wurde die Deputation wieder abgeschafft und Repräsentation eingeführt.
| Repräsentation-Präsidenten              | von  | bis  | Lebensdaten | Anmerkungen           |
| --------------------------------------- | ---- | ---- | ----------- | --------------------- |
| Wenzel Kasimir Netolitzky von Eisenberg | 1749 | 1756 | † 1760      |                       |
| Karl Friedrich von Hatzfeld             | 1756 | 1759 | †1793       | später Staatsminister |
| Franz Joseph von Pachta                 | 1759 | 1763 | †           |                       |

### 1763 bis 1843
Am 22. Juni 1763 wurde die Repräsentation wieder aufgelöst und das k.k. Landesgubernium errichtet. Das Amt des Präsidenten und des Oberstburggrafen wurden wieder zusammengelegt.
| Präsidenten des k.k. Landesguberniums und Oberstburggrafen | von             | bis              | Lebensdaten                            | Anmerkungen           |
| ---------------------------------------------------------- | --------------- | ---------------- | -------------------------------------- | --------------------- |
| Graf Philipp von Kolowrat-Krakovsky                        | 1763            | 1771             | † 1773                                 |                       |
| Fürst Karl Egon I. zu Fürstenberg                          | 1771            | 1781             | †                                      |                       |
| Franz Anton von Nostitz-Rieneck                            | 1782            | 1785             | †                                      |                       |
| Ludwig von Cavriani                                        | 1787            | 1791             | * 20. August 1739; † 24. Dezember 1799 |                       |
| Graf Heinrich Franz von Rottenhan                          | 1791            | 1792             | †                                      |                       |
| Graf Prokop von Lažanský                                   | 1792            | 1794             | †                                      |                       |
| Graf Franz Wenzel Kager von Stampach                       | 1794            | 1802             | †                                      |                       |
| Graf Johann Rudolph Chotek von Chotkow                     | 1802            | 1805             | * 17. Mai 1748; † 26. August 1824      |                       |
| Graf Joseph von Wallis                                     | 1805            | 1810             | †                                      |                       |
| Graf Franz Anton von Kolowrat-Liebsteinsky                 | 1811            | 1826             | * 31. Jänner 1778; † 4. April 1861     |                       |
| Graf Karl Chotek von Chotkow                               | 5. Oktober 1826 | 29. Juli 1843    | †                                      |                       |
| Robert Altgraf zu Salm-Reifferscheidt                      | 29. Juli 1843   | 9. Dezember 1843 | †                                      | Leiter des Guberniums |

### Nach 1843
Am 9. Dezember 1843 wurde der Erzherzog Stefan Franz Viktor zum Landeschef ernannt. Er hielt dieses Amt bis zum 12. November 1847. Der Altgraf Robert zu Salm-Reifferscheid erhielt den Titel eines Oberstburggrafen Amtsverwesers und am 11. Oktober 1844 den des 2. Gubernial-Präsidenten.
| Oberstburggraf und Gubernial-Präsident | von               | bis               | Lebensdaten | Anmerkungen |
| -------------------------------------- | ----------------- | ----------------- | ----------- | --- |
| Graf Rudolf von Stadion                | 24. November 1847 | 2. Mai 1848       | †           | Am 13. April 1848 wird Erzherzog Franz Joseph Statthalter im Königreich Böhmen                                  |
| Graf Leo von Thun-Hohenstein           | 2. Mai. 1848      | 17. Juli 1848     | †           | Oberstlandhofmeister Graf Josef Mathias von Thun-Hohenstein erhielt die Leitung der ständischen Angelegenheiten |
| Graf Karl von Rothkirch-Panthen        | 17. Juli 1848     | 30. Juli 1848     | †           | Rücktritt, Prager Pfingstaufstand                                                                               |
| Graf Leo von Thun-Hohenstein           | 30. Juli 1848     | 4. August 1848    | †           | |
| Freiherrn Karl Mecséry de Tsoór        | 4. August 1848    | 31. Dezember 1849 | †           | zuvor Gubernial Vicepräsident, ab 8. Dezember 1849 Ernennung zum k.k. Statthalter im Kronland Böhmen            |

Am 4. August 1849 wurde das k.k. Landesgubernium mit Wirkung zum 31. Dezember 1849 aufgelöst. Als politische Landesstelle sie dann von der K.k. Statthalterei abgelöst.